# Кім Грем
Кім Грем (англ. Kim Graham; нар. 26 березня 1971) — американська легкоатлетка, що спеціалізується на спринті, олімпійська чемпіонка 1996 року, чемпіонка світу.

## Кар'єра
| Рік             | Змагання                     | Місто              | Місце           | Дисципліна            | Примітки        |
| Представник США | Представник США              | Представник США    | Представник США | Представник США       | Представник США |
| --------------- | ---------------------------- | ------------------ | --------------- | --------------------- | --------------- |
| 1995            | Чемпіонат світу в приміщенні | Барселона, Іспанія | півфінали       | біг на 400 метрів     | 53.46           |
| 1995            | Чемпіонат світу в приміщенні | Барселона, Іспанія | 3               | естафета 4×400 метрів | 3:31.43         |
| 1995            | Чемпіонат світу              | Гетеборг, Швеція   | півфінали       | біг на 400 метрів     | 51.77           |
| 1995            | Чемпіонат світу              | Гетеборг, Швеція   | 1               | естафета 4×400 метрів | 3:22.39         |
| 1996            | Олімпійські ігри             | Атланта, США       | півфінали       | біг на 400 метрів     | 51.13           |
| 1996            | Олімпійські ігри             | Атланта, США       | 1               | естафета 4×400 метрів | 3:20.91         |
| 1997            | Чемпіонат світу              | Афіни, Греція      | півфінали       | біг на 400 метрів     | 51.54           |
| 1997            | Чемпіонат світу              | Афіни, Греція      | 2               | естафета 4×400 метрів | 3:21.03         |